# Briana Day
Briana Nicole Day (ur. 21 marca 1995 w Durham) – amerykańska koszykarka grająca na pozycji środkowej, obecnie zawodniczka Buyuksehir Belediyesi Adana Basketbol.
Występowała w barwach drużyny akademickiej Syracuse Orange wraz ze swoją siostrą bliźniaczką Brią.
16 maja 2019 dołączyła do Pszczółki Polski-Cukier AZS-UMCS Lublin.
2 września 2020 została zawodniczką tureckiego Buyuksehir Belediyesi Adana Basketbol.

## Osiągnięcia
Stan na 3 września 2020, na podstawie, o ile nie zaznaczono inaczej.
NCAA
- Wicemistrzyni:
  - NCAA (2016)
  - konferencji Atlantic Coast (ACC – 2016)
- Uczestniczka rozgrywek II rundy turnieju NCAA (2014–2017)
- Zaliczona do:
  - I składu:
    - defensywnego ACC (2016)
    - All-Junkanoo Jam  (2014)

  - Fall Athletic Director’s Honor Roll (2015)
  - Spring Athletic Director’s Honor Roll (2016)
- Liderka ACC w:
  - zbiórkach ofensywnych (2015–2017)
  - skuteczności rzutów z gry (54,6% – 2017)

Drużynowe
- Zdobywczyni pucharu Belgii (2018)

Indywidualne
(* – nagrody przyznane przez portal eurobasket.com)
- MVP kolejki ligi:
  - Eurocup (2 – 2018/2019)
  - francuskiej (7 – 2018/2019)
  - belgijskiej (2x – 2017/2018)
- Zaliczona do składu honorable mention*:
  - Eurocup (2019)
  - ligi belgijskiej (2018)
- Liderka ligi francuskiej w zbiórkach (2019)